# Crockett Cup (2025)
Crockett Cup 2025 es un evento pago por visión de lucha libre profesional producido por National Wrestling Alliance. Tendrá lugar el 17 de mayo de 2025 desde el 2300 Arena en Filadelfia, Pensilvania.

## Resultados
- Dark Match:
- The Slimeballz (Sage Chantz & Tommy Rant) ganaron el David Crockett Invitational Tag Team Battle Royal clasificando como el equipo #12 al Crockett Cup 2025. (7:30)
  - The Slimeballz ganaron al eliminar finalmente a The JV Squad (Dalton McKenzie & Jack Vaughn)
  - Este combate se emitió el 29 de julio.
- The Slimeballz (Sage Chantz & Tommy Rant) derrotaron a Blunt Force Trauma (Carnage & Damage) (con Aron Stevens) en la Primera Ronda del torneo por la Crockett Cup y avanzando a la semifinal. (2:16)
  - Rant cubrió a Damage con «Roll-Up»
- The Holy Grail (EC3 & Pretty Boy Smooth) (con Pastor C-Lo) derrotaron a The Lost (Alex Misery & Crazzy Steve) (con Father James Mitchell, Gaagz the Gymp & Lev) en la Primera Ronda del torneo por la Crockett Cup y avanzando a la semifinal. (6:41)
  - Smooth cubrió a Misery después de aplicarle un «World Muso».
  - Durante el combate, C-Lo interfirió a favor de Holy Grail mientras que Mitchell interfirió a favor de Lost.
- Bryan Idol derrotó a Carson Bartholomew Drake y ganó el vacante Campeonato Mundial Televisivo de NWA. (6:42)[2]
  - Idol cubrió a Drake después de aplicarle un «KillSwitch».
  - Este combate se emitió el 29 de julio.

- Daisy Kill & Talos derrotaron a The Nightmare Syndicate (Zyon & Frank) (con Austin Idol) en la primera Ronda del Torneo por la Copa Crockett 2025. (7:17)
  - Este combate se emitió el 5 de agosto.
- Mike Mondo & Slade (con Rolando) derrotaron a The Country Gentlemen (AJ Cazana & KC Cazana) (con Joe Cazana). (7:45)
  - Este combate se emitió el 5 de agosto.
- Natalia Markova derrotó a Kylie Paige en un No Limits Match. (8:27)
  - Este combate se emitió el 5 de agosto.

- TVMA (Tiffany Nieves & Valentina Rossi) (c) (con Miss Starr) derrotaron a The Island Twins (Ta'ahine Tonga & Tala-vou Tonga) reteniendo los Campeonatos Mundiales en Parejas Femenino de NWA. (4:53)
- The Immortals (Kratos & Odinson) derrotaron a The Slimeballz (Sage Chantz & Tommy Rant) en los Cuartos de Final del Torneo por la Copa Crockett y avanzaron a la SemiFinal. 
  - Odinson cubrió a Chantz después de aplicarle un «Immortality».
- The Holy Grail (EC3 & Pretty Boy Smooth) (con Pastor C-Lo) derrotaron a The Southern Six (Kerry Morton & Alex Taylor) en los Cuartos de Final del Torneo por la Copa	Crockett y avanzaron a la SemiFinal. 
  - EC3 cubrió a Taylor después de aplicarle un «One Percenter».

## Torneo
|  | Primera Ronda | Primera Ronda | Primera Ronda |  |  | Cuartos de final | Cuartos de final | Cuartos de final |  |  | Semifinales | Semifinales | Semifinales |  |  | Final        | Final        | Final        |  |
|  | Emitido el .  | Emitido el .  | Emitido el .  |  |  | Emitido el .     | Emitido el .     | Emitido el .     |  |  | Emitido     | Emitido     | Emitido     |  |  | Emitido el . | Emitido el . | Emitido el . |  |
|  |               |               |               |  |  |                  |                  |                  |  |  |             |             |             |  |  |              |              |              |  |
|  |               |               |               |  |  |                  |                  |                  |  |  |             |             |             |  |  |              |              |              |  |
|  | 1             | .             |               |  |  |                  |                  |                  |  |  |             |             |             |  |  |              |              |              |  |
|  | 1             | .             |               |  |  |                  |                  |                  |  |  |             |             |             |  |  |              |              |              |  |
|  | 16            | .             |               |  |  |                  |                  |                  |  |  |             |             |             |  |  |              |              |              |  |
|  | 16            | .             |               |  |  |                  |                  |                  |  |  |             |             |             |  |  |              |              |              |  |
|  |               |               |               |  |  |                  |                  |                  |  |  |             |             |             |  |  |              |              |              |  |
|  |               |               |               |  |  |                  |                  |                  |  |  |             |             |             |  |  |              |              |              |  |
|  | 9             |               |               |  |  |                  |                  |                  |  |  |             |             |             |  |  |              |              |              |  |
|  |               |               |               |  |  |                  |                  |                  |  |  |             |             |             |  |  |              |              |              |  |
|  | 8             |               |               |  |  |                  |                  |                  |  |  |             |             |             |  |  |              |              |              |  |
|  |               |               |               |  |  |                  |                  |                  |  |  |             |             |             |  |  |              |              |              |  |
|  |               |               |               |  |  |                  |                  |                  |  |  |             |             |             |  |  |              |              |              |  |
|  |               |               |               |  |  |                  |                  |                  |  |  |             |             |             |  |  |              |              |              |  |
|  | 5             |               |               |  |  |                  |                  |                  |  |  |             |             |             |  |  |              |              |              |  |
|  |               |               |               |  |  |                  |                  |                  |  |  |             |             |             |  |  |              |              |              |  |
|  | 12            |               |               |  |  |                  |                  |                  |  |  |             |             |             |  |  |              |              |              |  |
|  |               |               |               |  |  |                  |                  |                  |  |  |             |             |             |  |  |              |              |              |  |
|  |               |               |               |  |  |                  |                  |                  |  |  |             |             |             |  |  |              |              |              |  |
|  |               |               |               |  |  |                  |                  |                  |  |  |             |             |             |  |  |              |              |              |  |
|  | 13            |               |               |  |  |                  |                  |                  |  |  |             |             |             |  |  |              |              |              |  |
|  |               |               |               |  |  |                  |                  |                  |  |  |             |             |             |  |  |              |              |              |  |
|  | 4             |               |               |  |  |                  |                  |                  |  |  |             |             |             |  |  |              |              |              |  |
|  |               |               |               |  |  |                  |                  |                  |  |  |             |             |             |  |  |              |              |              |  |
|  |               |               |               |  |  |                  |                  |                  |  |  |             |             |             |  |  |              |              |              |  |
|  |               |               |               |  |  |                  |                  |                  |  |  |             |             |             |  |  |              |              |              |  |
|  | 3             |               |               |  |  |                  |                  |                  |  |  |             |             |             |  |  |              |              |              |  |
|  |               |               |               |  |  |                  |                  |                  |  |  |             |             |             |  |  |              |              |              |  |
|  | 14            |               |               |  |  |                  |                  |                  |  |  |             |             |             |  |  |              |              |              |  |
|  |               |               |               |  |  |                  |                  |                  |  |  |             |             |             |  |  |              |              |              |  |
|  |               |               |               |  |  |                  |                  |                  |  |  |             |             |             |  |  |              |              |              |  |
|  |               |               |               |  |  |                  |                  |                  |  |  |             |             |             |  |  |              |              |              |  |
|  | 11            |               |               |  |  |                  |                  |                  |  |  |             |             |             |  |  |              |              |              |  |
|  |               |               |               |  |  |                  |                  |                  |  |  |             |             |             |  |  |              |              |              |  |
|  | 6             |               |               |  |  |                  |                  |                  |  |  |             |             |             |  |  |              |              |              |  |
|  |               |               |               |  |  |                  |                  |                  |  |  |             |             |             |  |  |              |              |              |  |
|  |               |               |               |  |  |                  |                  |                  |  |  |             |             |             |  |  |              |              |              |  |
|  |               |               |               |  |  |                  |                  |                  |  |  |             |             |             |  |  |              |              |              |  |
|  | 7             |               |               |  |  |                  |                  |                  |  |  |             |             |             |  |  |              |              |              |  |
|  |               |               |               |  |  |                  |                  |                  |  |  |             |             |             |  |  |              |              |              |  |
|  | 10            |               |               |  |  |                  |                  |                  |  |  |             |             |             |  |  |              |              |              |  |
|  |               |               |               |  |  |                  |                  |                  |  |  |             |             |             |  |  |              |              |              |  |
|  |               |               |               |  |  |                  |                  |                  |  |  |             |             |             |  |  |              |              |              |  |
|  |               |               |               |  |  |                  |                  |                  |  |  |             |             |             |  |  |              |              |              |  |
|  | 15            |               |               |  |  |                  |                  |                  |  |  |             |             |             |  |  |              |              |              |  |
|  |               |               |               |  |  |                  |                  |                  |  |  |             |             |             |  |  |              |              |              |  |
|  | 2             |               |               |  |  |                  |                  |                  |  |  |             |             |             |  |  |              |              |              |  |
|  |               |               |               |  |  |                  |                  |                  |  |  |             |             |             |  |  |              |              |              |  |
|  |               |               |               |  |  |                  |                  |                  |  |  |             |             |             |  |  |              |              |              |  |